# Carlos Hofmeister
Carlos Hofmeister (Carlos Nazareno Hofmeister; * 15. September 1909 in Buenos Aires; † 10. Juni 1974 in Buenos Aires) war ein argentinischer Sprinter.
Bei den Olympischen Spielen 1936 wurde er Vierter in der 4-mal-100-Meter-Staffel. Über 200 m erreichte er das Viertelfinale.
1937 siegte er bei den Leichtathletik-Südamerikameisterschaften in São Paulo über 200 m. Seine persönliche Bestzeit über diese Distanz von 21,4 s stellte er 1936 auf.